# Helium (film)
Pour plus de détails, voir Fiche technique et Distribution.
Helium est un court métrage danois écrit par Christian Gamst Miller-Harris et Anders Walter et réalisé par Anders Walter, sorti en 2014.
En 2014, il remporte l'Oscar du meilleur court métrage en prises de vues réelles.

## Fiche technique
- Titre : Helium
- Réalisation : Anders Walter
- Scénario : Christian Gamst Miller-Harris et Anders Walter
- Montage : Lars Wissing
- Sociétés de production : M&M Productions
- Pays d'origine :  Danemark
- Langue : danois
- Genre : Film dramatique et de famille
- Durée : 23 minutes
- Dates de sortie[2] :
  -  États-Unis : 31 janvier 2014
  -  Danemark : 27 février 2014

## Distribution
- Casper Crump : Enzo[3]
- Marijana Jankovic
- Pelle Falk Krusbæk : Alfred

## Distinctions

### Récompenses
- Oscars du cinéma 2014 : Oscar du meilleur court métrage en prises de vues réelles